# Trigonella uncinata
Trigonella uncinata är en ärtväxtart som beskrevs av Joseph Banks och Daniel Carl Solander. Trigonella uncinata ingår i släktet trigonellor, och familjen ärtväxter. Inga underarter finns listade i Catalogue of Life.